# Chihuahua
 Ovo je glavno značenje pojma Chihuahua. Za druga značenja pogledajte Chihuahua (razdvojba).
Chihuahua je jedna od 31 saveznih država Meksika, nalazi se na sjeveru države, i ima površinu od 244,938 km² te je najveća od svih meksičkih saveznih država. Država graniči na sjeveru sa Sjedinjenim Američkim Državama (državama New Mexico i Teksas), na zapadu s državama Sonora i Sinaloa, na jugu s državom Durango i na istoku s državom Coahuila. Država se dijeli na 67 općina. Glavni grad je Chihuahua, a najnaseljeniji grad države je Ciudad Juárez, smješten uz granicu sa SAD-om, nasuprot El Pasa, Teksas.
U državi se nalazi rudnik olova, cinka i srebra Naica, najpoznatiji je po svojim izvanrednim selenitnim kristalima.

## Općine
- Ahumada
- Aldama
- Allende
- Aquiles Serdán
- Ascensión
- Bachíniva
- Balleza
- Batopilas
- Bocoyna
- Buenaventura
- Camargo
- Carichí
- Casas Grandes
- Chihuahua
- Chínipas
- Coronado
- Coyame del Sotol
- Cuauhtémoc
- Cusihuiriachi
- Delicias
- Dr. Belisario Domínguez
- El Tule
- Galeana
- Gómez Farías
- Gran Morelos
- Guachochi
- Guadalupe
- Guadalupe y Calvo
- Guazapares
- Guerrero
- Hidalgo del Parral
- Huejotitán
- Ignacio Zaragoza
- Janos
- Jiménez
- Juárez
- Julimes
- La Cruz
- López
- Madera
- Maguarichi
- Manuel Benavides
- Matachí
- Matamoros
- Meoqui
- Morelos
- Moris
- Namiquipa
- Nonoava
- Nuevo Casas Grandes
- Ocampo
- Ojinaga
- Praxedis G. Guerrero
- Riva Palacio
- Rosales
- Rosario
- San Francisco de Borja
- San Francisco de Conchos
- San Francisco del Oro
- Santa Bárbara
- Santa Isabel
- Satevó
- Saucillo
- Temósachi
- Urique
- Uruachi
- Valle de Zaragoza